# Campionato europeo di pallanuoto 1991 (maschile)
La XXª edizione del campionato europeo di pallanuoto è stata disputata ad Atene dal 17 al 24 agosto 1991 nel corso di svolgimento dei Ventesimi campionati europei di nuoto.
La formula del torneo è stata la stessa della precedente edizione di Bonn.

Dopo undici podi, la Jugoslavia riesce finalmente a conquistare il suo primo titolo europeo battendo in finale la Spagna.

## Squadre partecipanti
GRUPPO A1
- Danimarca
- Francia
- Romania
- Unione Sovietica

GRUPPO A2
- Cecoslovacchia
- Italia
- Turchia
- Ungheria

GRUPPO B1
- Bulgaria
- Jugoslavia
- Paesi Bassi
- Polonia

GRUPPO B2
- Gran Bretagna
- Germania
- Grecia
- Spagna

## Prima fase

### Gruppo A1
|    | Squadra          | Punti | G | V | N | P | GF | GS | DR  |
| -- | ---------------- | ----- | - | - | - | - | -- | -- | --- |
| 1. | Romania          | 5     | 3 | 2 | 1 | 0 | 47 | 26 | +21 |
| 2. | Unione Sovietica | 5     | 3 | 2 | 1 | 0 | 45 | 25 | +20 |
| 3. | Francia          | 2     | 3 | 1 | 0 | 2 | 27 | 28 | -1  |
| 4. | Danimarca        | 0     | 3 | 0 | 0 | 3 | 18 | 58 | -40 |

- 17 agosto

| Romania          | 17 – 6 | Francia   |
| Unione Sovietica | 20 – 5 | Danimarca |

- 18 agosto

| Unione Sovietica | 11 – 11 | Romania   |
| Francia          | 12 – 4  | Danimarca |

- 19 agosto

| Romania          | 26 – 9 | Danimarca |
| Unione Sovietica | 14 – 9 | Francia   |

### Gruppo A2
|    | Squadra        | Punti | G | V | N | P | GF | GS | DR  |
| -- | -------------- | ----- | - | - | - | - | -- | -- | --- |
| 1. | Italia         | 6     | 3 | 3 | 0 | 0 | 49 | 21 | +28 |
| 2. | Ungheria       | 4     | 3 | 2 | 0 | 1 | 46 | 29 | +17 |
| 3. | Cecoslovacchia | 2     | 3 | 1 | 0 | 2 | 34 | 43 | -9  |
| 4. | Turchia        | 0     | 3 | 0 | 0 | 3 | 21 | 57 | -36 |

- 17 agosto

| Italia         | 10 – 8  | Ungheria |
| Cecoslovacchia | 13 – 10 | Turchia  |

- 18 agosto

| Italia         | 22 – 4  | Turchia  |
| Cecoslovacchia | 12 – 16 | Ungheria |

- 19 agosto

| Ungheria | 22 – 7 | Turchia        |
| Italia   | 17 – 9 | Cecoslovacchia |

### Gruppo B1
|    | Squadra     | Punti | G | V | N | P | GF | GS | DR  |
| -- | ----------- | ----- | - | - | - | - | -- | -- | --- |
| 1. | Jugoslavia  | 6     | 3 | 3 | 0 | 0 | 37 | 23 | +14 |
| 2. | Polonia     | 3     | 3 | 1 | 1 | 1 | 31 | 30 | +1  |
| 3. | Paesi Bassi | 2     | 3 | 0 | 2 | 1 | 29 | 36 | -7  |
| 4. | Bulgaria    | 1     | 3 | 0 | 1 | 2 | 27 | 35 | -8  |

- 17 agosto

| Jugoslavia | 11 – 7  | Bulgaria    |
| Polonia    | 13 – 13 | Paesi Bassi |

- 18 agosto

| Polonia    | 12 – 6 | Bulgaria    |
| Jugoslavia | 15 – 6 | Paesi Bassi |

- 19 agosto

| Paesi Bassi | 10 – 10 | Bulgaria |
| Jugoslavia  | 11 – 6  | Polonia  |

### Gruppo B2
|    | Squadra       | Punti | G | V | N | P | GF | GS | DR  |
| -- | ------------- | ----- | - | - | - | - | -- | -- | --- |
| 1. | Spagna        | 6     | 3 | 3 | 0 | 0 | 54 | 23 | +31 |
| 2. | Grecia        | 4     | 3 | 2 | 0 | 1 | 23 | 30 | -7  |
| 3. | Germania      | 2     | 3 | 1 | 0 | 2 | 36 | 27 | +9  |
| 4. | Gran Bretagna | 0     | 3 | 0 | 0 | 3 | 19 | 52 | -33 |

- 17 agosto

| Spagna | 11 – 10 | Germania      |
| Grecia | 8 – 5   | Gran Bretagna |

- 18 agosto

| Grecia        | 8 – 7  | Germania |
| Gran Bretagna | 6 – 25 | Spagna   |

- 19 agosto

| Germania | 19 – 8 | Gran Bretagna |
| Spagna   | 18 – 7 | Grecia        |

## Seconda fase

### Gruppo C
|    | Squadra     | Punti | G | V | N | P | GF | GS | DR  |
| -- | ----------- | ----- | - | - | - | - | -- | -- | --- |
| 1. | Spagna      | 9     | 5 | 4 | 1 | 0 | 84 | 52 | +32 |
| 2. | Jugoslavia  | 9     | 5 | 4 | 1 | 0 | 69 | 39 | +30 |
| 3. | Grecia      | 6     | 5 | 3 | 0 | 2 | 47 | 60 | -13 |
| 4. | Germania    | 3     | 5 | 1 | 1 | 3 | 50 | 56 | -6  |
| 5. | Paesi Bassi | 2     | 5 | 0 | 2 | 3 | 56 | 75 | -19 |
| 6. | Polonia     | 1     | 5 | 0 | 1 | 4 | 46 | 70 | -24 |

- 20 agosto

| Spagna     | 19 – 12 | Paesi Bassi |
| Jugoslavia | 13 – 6  | Germania    |
| Grecia     | 12 – 9  | Polonia     |

- 21 agosto

| Jugoslavia | 16 – 7  | Grecia      |
| Spagna     | 22 – 9  | Polonia     |
| Germania   | 15 – 15 | Paesi Bassi |

- 22 agosto

| Grecia   | 13 – 10 | Paesi Bassi |
| Germania | 12 – 9  | Polonia     |
| Spagna   | 14 – 14 | Jugoslavia  |

### Gruppo D
|    | Squadra          | Punti | G | V | N | P | GF | GS | DR  |
| -- | ---------------- | ----- | - | - | - | - | -- | -- | --- |
| 1. | Italia           | 10    | 5 | 5 | 0 | 0 | 62 | 42 | +20 |
| 2. | Unione Sovietica | 7     | 5 | 3 | 1 | 1 | 62 | 53 | +9  |
| 3. | Ungheria         | 6     | 5 | 3 | 0 | 2 | 64 | 53 | +11 |
| 4. | Romania          | 5     | 5 | 2 | 1 | 2 | 58 | 53 | +5  |
| 5. | Cecoslovacchia   | 2     | 5 | 1 | 0 | 4 | 55 | 75 | -20 |
| 6. | Francia          | 0     | 5 | 0 | 0 | 5 | 39 | 64 | -25 |

- 20 agosto

| Romania          | 19 – 13 | Cecoslovacchia |
| Unione Sovietica | 13 – 11 | Ungheria       |
| Italia           | 13 – 6  | Francia        |

- 21 agosto

| Ungheria         | 16 – 9  | Francia        |
| Romania          | 9 – 10  | Italia         |
| Unione Sovietica | 14 – 10 | Cecoslovacchia |

- 22 agosto

| Italia         | 12 – 10 | Unione Sovietica |
| Ungheria       | 13 – 9  | Romania          |
| Cecoslovacchia | 11 – 9  | Francia          |

### Gruppo 13º-16º posto
|    | Squadra       | Punti | G | V | N | P | GF | GS | DR  |
| -- | ------------- | ----- | - | - | - | - | -- | -- | --- |
| 1. | Bulgaria      | 6     | 3 | 3 | 0 | 0 | 47 | 29 | +18 |
| 2. | Gran Bretagna | 2     | 3 | 1 | 0 | 2 | 18 | 20 | -2  |
| 3. | Turchia       | 2     | 3 | 1 | 0 | 2 | 29 | 30 | -1  |
| 4. | Danimarca     | 2     | 3 | 1 | 0 | 2 | 21 | 36 | -15 |

- 20 agosto

| Danimarca | 8 – 15 | Gran Bretagna |
| Bulgaria  | 13 – 9 | Turchia       |

- 21 agosto

| Danimarca     | batte  | Turchia  |
| Gran Bretagna | 7 – 13 | Bulgaria |

- 22 agosto

| Turchia  | 9 – 7   | Gran Bretagna |
| Bulgaria | 21 – 13 | Danimarca     |

## Fase finale

### Semifinali
- 23 agosto

| Spagna | 13 – 8 | Unione Sovietica |
| Italia | 9 – 11 | Jugoslavia       |

### Finali
- 23 agosto — 11º posto

| Polonia | 12 – 13 | Francia |

- 23 agosto — 9º posto

| Paesi Bassi | 18 – 14 | Cecoslovacchia |

- 23 agosto — 7º posto

| Germania | 14 – 8 | Romania |

- 23 agosto — 5º posto

| Grecia | 7 – 10 | Ungheria |

- 24 agosto — Finale per il Bronzo

| Unione Sovietica | 11 – 10 | Italia |

- 20 agosto — Finale per l'Oro

| Spagna | 10 – 11 | Jugoslavia |

## Classifica finale
| Pos. | Squadra          |
| ---- | ---------------- |
|      | Jugoslavia       |
|      | Spagna           |
|      | Unione Sovietica |
| 4    | Italia           |
| 5    | Ungheria         |
| 6    | Grecia           |
| 7    | Germania         |
| 8    | Romania          |
| 9    | Paesi Bassi      |
| 10   | Cecoslovacchia   |
| 11   | Francia          |
| 12   | Polonia          |
| 13   | Bulgaria         |
| 14   | Gran Bretagna    |
| 15   | Turchia          |
| 16   | Danimarca        |